# Nevogilde (Lousada)
Nevogilde é uma povoação portuguesa sede da Freguesia de Nevogilde do Município de Lousada, freguesia com 3,61 km² de área e 2451 habitantes (censo de 2021), tendo, por isso, uma densidade populacional de 678,9 hab./km².

## História
A freguesia de São Veríssimo de Nevogilde, comarca de Penafiel pelo Decreto nº 13.917, de 9 de julho de 1927, era abadia da apresentação do Convento de Santa Maria de Pombeiro, no antigo concelho de Aguiar de Sousa. Beneficiou do foral de Aguiar de Sousa, dado por D. Manuel, em Lisboa, a 25 de novembro de 1513.
Em 1839 aparece na comarca de Penafiel e no concelho de Aguiar de Sousa; em 1852, na comarca e concelho de Lousada. Pertenceu ao extinto bispado de Penafiel. Arcediagado de Aguiar de Sousa (século XII). Comarca eclesiástica de Penafiel - 4º distrito (1856; 1907). Primeira vigararia de Lousada (1916; 1970).

## Demografia
A população registada nos censos foi:
| Distribuição da População por Grupos Etários | Distribuição da População por Grupos Etários | Distribuição da População por Grupos Etários | Distribuição da População por Grupos Etários | Distribuição da População por Grupos Etários |
| -------------------------------------------- | -------------------------------------------- | -------------------------------------------- | -------------------------------------------- | -------------------------------------------- |
| Ano                                          | 0-14 Anos                                    | 15-24 Anos                                   | 25-64 Anos                                   | > 65 Anos                                    |
| 2001                                         | 624                                          | 429                                          | 1384                                         | 201                                          |
| 2011                                         | 520                                          | 362                                          | 1458                                         | 277                                          |
| 2021                                         | 331                                          | 330                                          | 1424                                         | 366                                          |

## Património
- Casa das Vinhas
- Casa do Carreiro de Baixo
- Casa do Pedregal
- Casa de Juzãm
- Casa do Carreiro de Cima
- Casa da Afreita
- Casa do Cam

## Cultura e Desporto
Em termos culturais, a principal atração da freguesia acontece no último fim de semana de agosto com a chegada das festas em honra de Nossa Senhora da Ajuda. 
Em termos desportivos existem na freguesia dois clubes que se dedicam à prática de futebol e que jogam atualmente na segunda divisão da AF Porto: 
- Associação de Solidariedade Social de Nevogilde
- União Desportiva de Lagoas.

Em Nevogilde existe também o Rancho Folclórico de Nª Srª da Ajuda e o Grupo de Bombos S. Veríssimo-Nevogilde.